# Luis Arcángel Ramos Colón
Luis Arcángel Ramos Colón (* 11. dubna 1985 San Pedro Sula) je honduraský fotbalový záložník momentálně hraje v klubu Nyíregyháza Spartacus.

## Klubová kariéra
Luis Ramos začal s profi fotbalem v Hondurasu v klubu CD Marathón, odkud v roce 2005 odešel na Slovensko do MŠK Žilina. V sezoně 2006/07 hrál v FC Nitra, kde si připsal 4 ligové starty.
Od roku 2007 působil v Maďarsku, postupně v klubech Nyíregyháza Spartacus, Debreceni VSC a Kecskeméti TE (zde hostoval). S Debrecínem získal dvakrát maďarský ligový titul (2009/10, 2011/12) a třikrát vítězství v maďarském fotbalovém poháru (2009/10, 2011/12, 2012/13). Působil zde i pod českým trenérem Zdenkem Ščasným.
V červenci 2013 podepsal smlouvu s druholigovým francouzským klubem LB Châteauroux, v únoru 2014 se dohodl na jejím rozvázání. V témže měsíci byl na testech v českém klubu FK Teplice. V Teplicích podepsal smlouvu s opcí do léta 2014. Setkal se zde opět s trenérem Ščasným, který jej doporučil. V soutěžním zápase debutoval za Teplice 21. února 2014 v ligovém střetnutí proti FK Dukla Praha (porážka 1:3). Odehrál první poločas. Nekompletní sezonu 2013/14 v dresu Teplic zakončil s bilancí 10 ligových zápasů a 0 vstřelených branek. V létě 2014 nedostal nabídku na prodloužení smlouvy a odešel do ázerbájdžánského klubu AZAL PFK. V červenci 2015 se vrátil do maďarského týmu Nyíregyháza Spartacus, kde již v minulosti působil.

## Reprezentační kariéra
Luis Ramos reprezentoval Honduras na Mistrovství světa hráčů do 20 let 2005, které se konalo v Nizozemsku (Honduras skončil bez bodu na posledním čtvrtém místě základní skupiny C). Nastoupil proti Maroku (prohra 0:5) a Chile (porážka 0:7).
V roce 2009 byl v kádru honduraského A-mužstva na Zlatém poháru CONCACAF, kde Honduras vypadl v semifinále s USA po porážce 0:2. Ramos však nezasáhl ani do jednoho zápasu na turnaji.